# Pohár UEFA 1978/1979
Sezóna 1978/79 Poháru UEFA byla 21. ročníkem tohoto poháru a zároveň osmým pod tímto názvem. Vítězem se stal tým Borussia Mönchengladbach.

## První kolo
| Domácí v 1. zápase       | Celkem    | Hosté v 1. zápase       | 1. zápas | 2. zápas    |
| ------------------------ | --------- | ----------------------- | -------- | ----------- |
| Dukla Praha              | 2–1       | L.R. Vicenza            | 1–0      | 1–1         |
| AC Milán                 | (pen.)1–1 | Lokomotíva Košice       | 1–0      | 0–1         |
| PFK CSKA Sofia           | 3–5       | Valencia CF             | 2–1      | 1–4         |
| Borussia Mönchengladbach | 7–2       | SK Sturm Graz           | 5–1      | 2–1         |
| FC Argeș Pitești         | 5–1       | Panathinaikos FC        | 3–0      | 2–1         |
| Athletic Bilbao          | 2–3       | AFC Ajax                | 2–0      | 0–3         |
| Finn Harps FC            | 0–10      | Everton FC              | 0–5      | 0–5         |
| Jeunesse Esch            | 0–2       | FC Lausanne-Sport       | 0–0      | 0–2         |
| FC Nantes                | 0–2       | SL Benfica              | 0–2      | 0–0         |
| Sporting Gijón           | 3–1       | Turín FC                | 3–0      | 0–1         |
| SC Braga                 | 7–3       | Hibernians FC           | 5–0      | 2–3         |
| Galatasaray SK           | 2–6       | West Bromwich Albion FC | 1–3      | 1–3         |
| Berliner FC Dynamo       | 6–6(v)    | FK Crvena zvezda        | 5–2      | 1–4         |
| KuPS                     | 6–5       | Boldklubben 1903        | 2–1      | 4–4         |
| FC Basel 1893            | 3–7       | VfB Stuttgart           | 2–3      | 1–4         |
| FK Torpedo Moskva        | 7–3       | Molde FK                | 4–0      | 3–3         |
| IF Elfsborg              | 3–4       | RC Strasbourg Alsace    | 2–0      | 1–4         |
| MSV Duisburg             | 10–2      | Lech Poznań             | 5–0      | 5–2         |
| Standard Liège           | 1–0       | Dundee United FC        | 1–0      | 0–0         |
| IK Start                 | 0–1       | Esbjerg fB              | 0–0      | 0–1         |
| Arsenal FC               | 7–1       | Lokomotive Leipzig      | 3–0      | 4–1         |
| FC Carl Zeiss Jena       | 3–2       | Lierse SK               | 1–0      | 2–2         |
| IBV                      | (v)1–1    | Glentoran FC            | 0–0      | 1–1         |
| FC Twente                | 3–4       | Manchester City FC      | 1–1      | 2–3         |
| Hibernian FC             | 3–2       | IFK Norrköping          | 3–2      | 0–0         |
| FC Politehnica Timișoara | 3–2       | MTK Budapešť            | 2–0      | 1–2         |
| Pezoporikos Larnaka      | 3–7       | Śląsk Wrocław           | 2–2      | 1–5         |
| Olympiakos Pireus        | 3–4       | PFK Levski Sofia        | 2–1      | 1–3(prodl.) |
| Dinamo Tbilisi           | 3–1       | SSC Neapol              | 2–0      | 1–1         |
| HNK Hajduk Split         | 3–2       | SK Rapid Wien           | 2–0      | 1–2         |
| Hertha BSC               | 2–1       | Botev Plovdiv           | 0–0      | 2–1         |
| Budapest Honvéd FC       | 8–2       | Adanaspor               | 6–0      | 2–2         |

## Druhé kolo
| Domácí v 1. zápase   | Celkem | Hosté v 1. zápase        | 1. zápas | 2. zápas    |
| -------------------- | ------ | ------------------------ | -------- | ----------- |
| AFC Ajax             | 5–0    | FC Lausanne-Sport        | 1–0      | 4–0         |
| Budapešť Honved FC   | 4–2    | FC Politehnica Timișoara | 4–0      | 0–2         |
| Everton FC           | 2–2(v) | Dukla Praha              | 2–1      | 0–1         |
| FC Argeș Pitești     | 4–6    | Valencia CF              | 2–1      | 2–5         |
| FC Carl Zeiss Jena   | 0–3    | MSV Duisburg             | 0–0      | 0–3(prodl.) |
| FK Torpedo Moskva    | 2–3    | VfB Stuttgart            | 2–1      | 0–2         |
| HNK Hajduk Split     | 2–2(v) | Arsenal FC               | 2–1      | 0–1         |
| Hertha BSC           | 2–1    | Dinamo Tbilisi           | 2–0      | 0–1         |
| IBV                  | 1–4    | Śląsk Wrocław            | 0–2      | 1–2         |
| KuPS                 | 1–6    | Esbjerg fB               | 0–2      | 1–4         |
| Manchester City FC   | 4–2    | Standard Liège           | 4–0      | 0–2         |
| PFK Levski Sofia     | 1–4    | AC Milán                 | 1–1      | 0–3         |
| RC Strasbourg Alsace | 2–1    | Hibernian FC             | 2–0      | 0–1         |
| SC Braga             | 0–3    | West Bromwich Albion FC  | 0–2      | 0–1         |
| SL Benfica           | 0–2    | Borussia Mönchengladbach | 0–0      | 0–2(prodl.) |
| Sporting Gijón       | 1–2    | FK Crvena zvezda         | 0–1      | 1–1         |

## Třetí kolo
| Domácí v 1. zápase       | Celkem | Hosté v 1. zápase       | 1. zápas | 2. zápas |
| ------------------------ | ------ | ----------------------- | -------- | -------- |
| AC Milán                 | 2–5    | Manchester City FC      | 2–2      | 0–3      |
| Borussia Mönchengladbach | 5–3    | Śląsk Wrocław           | 1–1      | 4–2      |
| Budapest Honvéd FC       | 4–3    | AFC Ajax                | 4–1      | 0–2      |
| Esbjerg fB               | 2–5    | Hertha BSC              | 2–1      | 0–4      |
| RC Strasbourg Alsace     | 0–4    | MSV Duisburg            | 0–0      | 0–4      |
| FK Crvena zvezda         | 2–1    | Arsenal FC              | 1–0      | 1–1      |
| Valencia CF              | 1–3    | West Bromwich Albion FC | 1–1      | 0–2      |
| VfB Stuttgart            | 4–5    | Dukla Praha             | 4–1      | 0–4      |

## Čtvrtfinále
| Domácí v 1. zápase | Celkem | Hosté v 1. zápase        | 1. zápas | 2. zápas |
| ------------------ | ------ | ------------------------ | -------- | -------- |
| Budapest Honvéd FC | 4–4(v) | MSV Duisburg             | 2–3      | 2–1      |
| Hertha BSC         | 3–2    | Dukla Praha              | 1–1      | 2–1      |
| Manchester City FC | 2–4    | Borussia Mönchengladbach | 1–1      | 1–3      |
| FK Crvena zvezda   | 2–1    | West Bromwich Albion FC  | 1–0      | 1–1      |

## Semifinále
| Domácí v 1. zápase | Celkem | Hosté v 1. zápase        | 1. zápas | 2. zápas |
| ------------------ | ------ | ------------------------ | -------- | -------- |
| MSV Duisburg       | 3–6    | Borussia Mönchengladbach | 2–2      | 1–4      |
| FK Crvena zvezda   | (v)2–2 | Hertha BSC               | 1–0      | 1–2      |

## Finále
| Domácí v 1. zápase | Celkem | Hosté v 1. zápase        | 1. zápas | 2. zápas |
| ------------------ | ------ | ------------------------ | -------- | -------- |
| FK Crvena zvezda   | 1–2    | Borussia Mönchengladbach | 1–1      | 0–1      |

## Vítěz
| Pohár UEFA 1978/79 Borussia Mönchengladbach Wolfgang Kneib, Berti Vogts, Wilfried Hannes, Frank Schäffer, Norbert Ringels, Winfried Schäfer, Christian Kulik, Carsten Nielsen, Horst Wohlers, Allan Simonsen, Ewald Lienen, Dietmar Danner, Rudi Gores, Horst Köppel Trenér: Udo Lattek |